# Christinenthal
Christinenthal er en by og kommune i det nordlige Tyskland, beliggende i Amt Schenefeld i den nordvestlige del af Kreis Steinburg. Kreis Steinburg ligger i den sydvestlige del af delstaten Slesvig-Holsten.

## Geografi
Christinenthal ligger ved Bundesstraße B430 mellem Schenefeld og Hohenwestedt. Vandløbene Bekau og Lammsbek løber gennem kommunen.